# 紀伊姬站
紀伊姬站（日语：／ Kii Hime eki */?）是位於和歌山縣東牟婁郡串本町姬，屬於西日本旅客鐵道（JR西日本）的紀勢本線（紀國線）車站。

## 歷史
由於本站啟用時在太多線已有名為姬站的車站，因此在此站冠上舊國名「紀伊」。
- 1936年（昭和11年）12月11日 - 國鐵紀勢中線下里站至串本站之間開通，此站啟用[1]。
- 1940年（昭和15年）8月8日 - 江住站至串本站之間開通，同時路線改名為紀勢西線[1]。
- 1959年（昭和34年）7月15日 - 三木里站至新鹿站之間開通，同時路線改名為紀勢本線[1]。
- 1987年（昭和62年）4月1日 - 伴隨國鐵分割民營化，車站由西日本旅客鐵道（JR西日本）營運[1]。

## 車站構造
本站為地面車站，設有1面1線的單式月台（往新宮方向的列車會開啟右邊車門），無法進行列車交會。在新宮方向和紀伊田邊方向的列車使用同一月台。
此站的站房以積木堆砌方式而成，屋頂以鋅鐵搭建。站內設有候車室和一些椅子，也設有車站記事本。本站由新宮站管理，在啟用當初已是無人車站，站內沒有設置自動售票機和自動閘機。在候車室中設有已損壞的乘車站證明票發票機（截至2011年10月8日）。截至2019年9月，ICOCA等交通系IC卡無法在此站使用。

## 使用狀況
以下列出近年1日平均乘車人次。
| 年度   | 一日平均 乘車人次 |
| ------ | ----------------- |
| 1998年 | 15                |
| 1999年 | 19                |
| 2000年 | 10                |
| 2001年 | 6                 |
| 2002年 | 4                 |
| 2003年 | 3                 |
| 2004年 | 5                 |
| 2005年 | 6                 |
| 2006年 | 9                 |
| 2007年 | 11                |
| 2008年 | 10                |
| 2009年 | 7                 |
| 2010年 | 4                 |
| 2011年 | 4                 |
| 2012年 | 4                 |
| 2013年 | 7                 |
| 2014年 | 11                |
| 2015年 | 9                 |
| 2016年 | 7                 |
| 2017年 | 4                 |

## 車站周邊
在車站周邊是設於山邊和海邊之間的狹窄平地，該平地為規模較小的村落，名為「姬」。
在車站對出設有國道42號，國道42號與鐵路線均沿海岸線行走。在西南方可望見橋杭岩。在橋杭岩向西南方看便接近串本站。
車站周圍有很多美麗的松樹，在戰時，曾在此站周邊採伐松油，以供應飛機燃料。
- 大師溫泉

## 相鄰車站
西日本旅客鐵道
 紀國線（紀勢本線）
古座－紀伊姬－串本

## 注腳
1. 1 2 3 4 5  曾根悟（日语：曽根悟）（監修）. 朝日新聞出版分冊百科編集部（編集） , 编. . 朝日百科週刊. 25號 紀勢本線、參宮線、名松線. 朝日新聞出版. 2010-01-10: 18–21.
2. ↑  . JR出門網. 西日本旅客鐵道.   [2019年9月15日]. （原始内容存档于2019年9月15日）.
3. ↑  『和歌山縣統計年鑑』及『和歌山縣公共交通機關等資料集』

## 外部連結
- 紀伊姬｜車站資訊：JR出門網 - 西日本旅客鐵道